# 특종: 량첸살인기
《특종: 량첸살인기》는 2015년에 개봉한 대한민국의 영화이다.

## 캐스팅
- 조정석 : 허무혁 역
- 이하나 : 정수진 역
- 이미숙 : 백현숙 국장 역
- 김의성 : 문 이사 역
- 배성우 : 오경일 반장 역
- 김대명 : 한승우 역
- 태인호 : 유 팀장 역
- 윤다경 : 고 관장 역
- 백현진 : 김 작가 역
- 엘록 프라티위 : 클라라 역
- 박채익 : 서두호 역
- 김재철 : 이 형사 역
- 박기만 : 강 형사 역
- 김원진 : 박 형사 역
- 오주환 : 조 형사 역
- 김두봉 : 김 형사 역
- 김병순 : CNBS 간부 1 역
- 박석천 : CNBS 간부 2 역
- 이진운 : CNBS 간부 3 역
- 박성균 : CNBS 앵커 1 역
- 최민 : CNBS 앵커 2 역
- 강재은 : CNBS 기자 1 역
- 유지현 : CNBS 기자 2 역
- 염은준 : CNBS 기자 3 역
- 윤사비나 : CNBS 기자 4 역
- 이정은 : 여인숙 주인 역
- 전희수 : 여학생 역
- 변준석 : 남학생 역
- 김구경 : 검시관 역
- 이정민 : CNBS 관리팀 직원 역
- 김수안 : 꼬맹이 역
- 김지한 : 경비원 역
- 김상균 : 감식반 1 역
- 김재만 : 감식반 2 역
- 유창한 : 중국집 주인 역
- 옥주리 : 곱창집 주인 역
- 권은하 : CNBS 기상캐스터 역
- 호효훈 : 은행원 역
- 이도윤 : 의사 역
- 김윤찬 : 목격자 역
- 이동용 : 중년남 역
- 이창훈 : 외부기자 1 역
- 조유신 : 외부기자 3 역
- 손인용 : 외부기자 4 역
- 안명주 : 동네주민 역
- 김민재 : 최 기자 역 (우정출연)
- 최병모 : 라디오 DJ 역 (우정출연)